# Sid Grauman
Sidney Patrick Grauman (17 de marzo de 1879 – 5 de marzo de 1950) fue un empresario y artista del mundo del espectáculo de nacionalidad estadounidense conocido por crear uno de los lugares de mayor fama del Sur de California, el Grauman's Chinese Theatre.

## Biografía

### Primeros años
Nacido en Indianápolis, Indiana, sus padres eran David Grauman, fallecido en 1921 en Los Ángeles, California, y Rosa Goldsmith (1853–1936). Ambos eran artistas teatrales con experiencia en diversos circuitos del mundo del espectáculo.
Siendo joven, Grauman y su padre se fueron a Alaska con motivo de la fiebre del oro. Allí trabajó como repartidor de periódicos. En Alaska, el joven Grauman aprendió que la gente pagaba con generosidad cuando deseaba entretenimiento. Así, Sid y su padre empezaron a organizar eventos como combates de boxeo. Además, fue en Alaska donde Grauman vio su primera película. Aunque no consiguieron encontrar oro, los Grauman se hicieron considerablemente ricos gracias a sus actividades de entretenimiento. Cuando su tía paterna cayó enferma, su padre dejó al joven Grauman en Alaska durante un tiempo, juntándose finalmente con su familia en San Francisco, California, en 1900.

### San Francisco
David y su hijo decidieron abrir un teatro de vodevil en San Francisco. Su primer local se encontraba en Market Street, y se llamó Teatro Unique. Al poco tiempo añadieron las películas a los espectáculos de vodevil, y contaron con otro teatro, el Lyceum. Los Grauman fueron decisivos para fundar la Northwest Vaudeville Company, la cual abarcaba desde San Francisco a Mineápolis y Portland, Oregón. La sociedad ofrecía entretenimiento de calidad a precios razonables en el área del noroeste de los Estados Unidos.
David Grauman intentó expandir su negocio teatral a la ciudad de Nueva York y a la Costa Este. Por ello, durante un tiempo, Sid trabajó en Scranton, Pensilvania, en uno de los teatros de la familia. Sin embargo, entre 1905 y 1907, los Grauman sufrieron reveses económicos y perdieron los teatros Lyceum y Unique.
Además, el Terremoto de San Francisco de 1906 destruyó ambos locales, por lo cual los Grauman se quedaron temporalmente fuera del negocio. Sid fue capaz de salvar un proyector de cine de entre las ruinas y consiguió una tienda de un predicador evangelista en Oakland, California. Con eso y con algunos bancos de una iglesia destruida se instaló en el lugar donde había estado el teatro Unique. La familia dirigió su tienda teatro durante dos años y, para entonces, David Grauman ya había abierto otro teatro, el New National. Los Grauman expandieron sus locales en poco tiempo, estrenando el Imperial y el Empress en San Francisco, además de trabajar en otras ciudades del Norte de California. En 1917 decidieron colocarse en Los Ángeles y construir teatros en esa ciudad, por lo que contactaron con Adolph Zukor, el propietario y fundador de Paramount Pictures, para obtener un acuerdo comercial. Zukor aceptó comprar los locales de los Grauman en San Francisco y ayudarles financieramente para llevar su negocio a Los Ángeles.

### Los Ángeles
En 1918 se inauguró el primero de tres destacados locales cinematográficos en Los Ángeles: el Million Dollar Theatre. En 1921 David Grauman falleció súbitamente sin llegar a ver completarse el Grauman's Egyptian Theatre, el cual se estrenó al año de su muerte. Ahora trabajando por cuenta propia, Sid Grauman empezó a edificar un último local, el Grauman's Chinese Theatre, en 1926, inaugurándose el 18 de mayo de 1927.
Grauman no era el único propietario de Chinese Theatre, a pesar de llevar su nombre. Entre sus socios en la empresa se encontraban Mary Pickford, Douglas Fairbanks y Howard Schenck. A los dos años de la inauguración, vendió su parte a la compañía Fox West Coast Theatres, aunque siguió como director durante el resto de su vida.
Las empresas de Grauman no dedicadas al entretenimiento no tuvieron buenos resultados. Así, formó la Black Hills Exploration Corporation, dedicada a la extracción de oro en Deadwood, Dakota del Sur. Grauman había convencido a otras personas, entre ellas al artista Al Jolson y a muchos ejecutivos cinematográficos, para invertir en la empresa, pero ésta no tuvo éxito y Grauman recomendó a sus socios que retiraran su inversión.
Grauman fue muy conocido entre las principales estrellas de Hollywood, manteniendo cercana amistad con muchas de ellas, como en el caso de Roscoe Arbuckle, quien había empezado a trabajar para Grauman como cantante en su Teatro Unique en San Francisco. Gracias a sus empresas en San Francisco, los Grauman conocían a personas como Charlie Chaplin y Mary Pickford. De hecho, David Grauman fue el que ideó el apodo de Pickford, la "Novia de América".
Grauman, que nunca se casó, estuvo siempre dedicado a su madre, siendo ella la única persona no célebre en dejar su huella marcada en el Teatro Chino Grauman. Aunque Grauman estuvo siempre estrechamente relacionado con la industria del cine, nunca apareció en una cinta hasta un año antes de su muerte, ocasión en la que hizo un cameo. Habiendo vivido durante 35 años en el Hotel Ambassador de Los Ángeles, Grauman pasó sus últimos seis meses de vida en el Cedars-Sinai Medical Center, pero no a causa de una enfermedad, sino porque le gustaba residir allí.

## Fallecimiento y legado
Grauman recibió un Óscar honorífico en 1949 por su contribución a la exhibición de las producciones cinematográficas. Además, se le concedió una estrella en el Paseo de la Fama de Hollywood, en el 6379 del Hollywood Boulevard. Por otra parte, Grauman fue uno de los 36 fundadores de la Academia de Artes y Ciencias Cinematográficas.
Sid Grauman falleció a causa de una cardiopatía isquémica en el Cedars-Sinai Medical Center de Los Ángeles el 5 de marzo de 1950. Fue enterrado en el Cementerio Forest Lawn Memorial Park de Glendale, California.

## Premios y distinciones
Premios Óscar
| Año  | Categoría        | Resultado |
| ---- | ---------------- | --------- |
| 1949 | Óscar honorífico | Ganador   |